# Pierre Chambon
Pierre Chambon, född 7 februari 1931 i Mulhouse, Frankrike, är en molekylärbiolog, genetiker, professor och läkare.
Hans mer kända forskningsinsatser gäller framför allt kärnreceptorer.[källa behövs]
Chambon är ledamot av Franska vetenskapsakademin, invaldes 1985 som utländsk medlem av The National Academy of Sciences och 1987 som utländsk ledamot av Kungliga Vetenskapsakademien. Han tilldelades Médaille d'or du CNRS 1979 och Albert Lasker Basic Medical Research Award 2004.